# Билингва (палеография)
Билингва, также двуязычный текст или двуязычный документ — памятник письменности, в котором одинаковое (или почти одинаковое) содержимое отображается на двух разных языках. Иногда встречаются три- или многоязычные тексты.

## Историческая ценность
Двуязычные тексты особенно важны для изучения древности, особенно если один язык известен, а другой нет. В таком случае такой текст, если он достаточно длинный и перевод достаточно точный, часто дает ключ к началу расшифровки неизвестного языка. Как только этот процесс был начат, изучение неизвестного до сих пор языка можно затем распространить на одноязычные документы на этом языке. Более поздние открытия дополнительного двуязычного материала могут всё ещё быть важными, потому что они позволяют проверить сделанные предположения или лучше рассмотреть варианты языка.

## Примеры языков

### Древнеегипетский

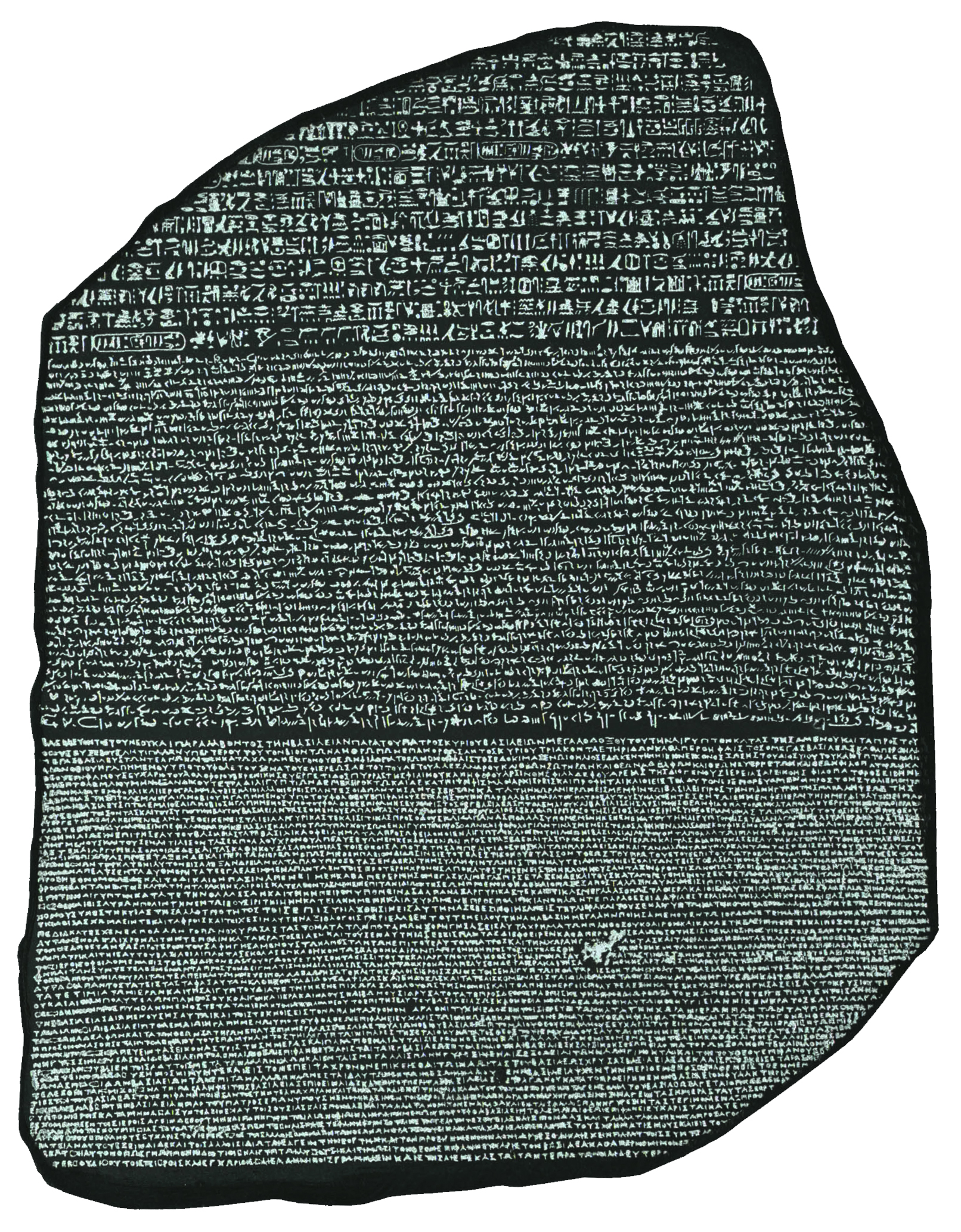
Розеттский камень

Хрестоматийным примером двуязычного текста, сыгравшего ключевую роль в дешифровке древнего языка, является Розеттский камень, одна треть текста которого написана на древнегреческом языке, хорошо известном в XIX веке. Две другие части написаны на египетском языке двумя разными системами письма. Это ещё один аспект такого типа памятников: они также могут содержать ключ к определению типа письменности. Розеттский камень двуязычный, но его можно назвать и «трилингвой», хотя такой термин используется редко.
Папирус Ринда часто называют «двуязычным», но на самом деле он является «двуписьменным» — иератическим и демотическим письмом.

### Лувийский
Для расшифровки анатолийских иероглифов и изучения лувийского языка особое значение имела билингва KARATEPE (текст о крепости Каратепе), открытая в 1940-х годах. Она составлена с одной стороны на лувийском, а с другой на финикийском языке, который также не был хорошо известен. Текст «Каратепе» — самый длинный известный текст на этом языке, — но сам финикийский довольно тесно связан с другими семитскими языками и поэтому понятен. Расшифровка этих текстов также расширила представления о финикийском языке.
Позже были найдены другие двуязычные тексты на лувийском и финикийском. Обнаруженная в 1986 году надпись на каменном рельефе короля Варпалаваса в Ивризе и открытая в 1998 году Чинекёйская надпись подтверждают, что финикийский использовался в качестве второго официального языка.

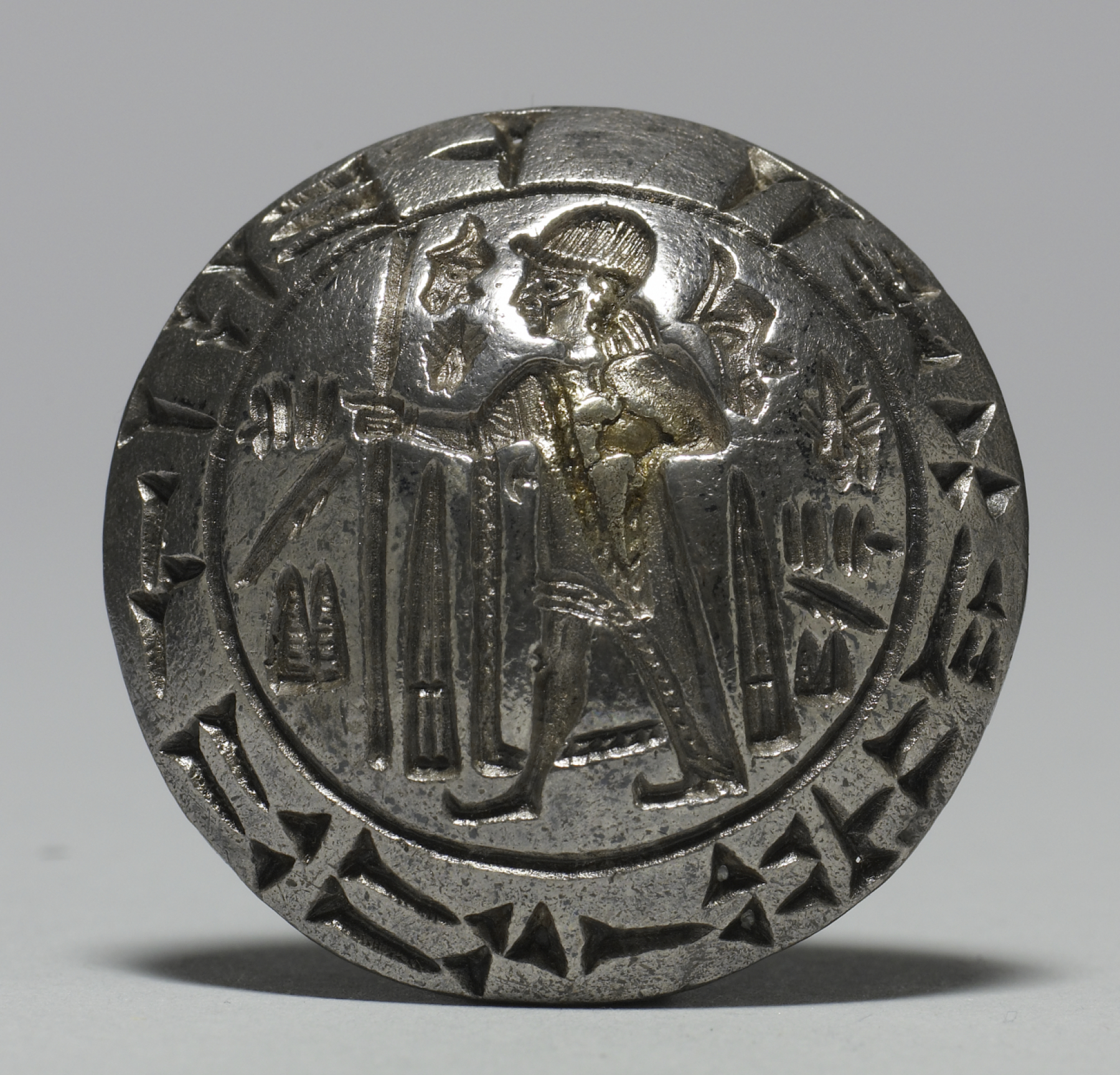
«Печать Таркондемоса».

С 1872 года была известна короткая двуязычная надпись клинописью — на хеттском и лувийском языках, так называемая «печать Таркондемоса». На некоторое время она исчезла из поля зрения исследователей и впоследствии была найдена в одной из коллекций. Спустя много лет, в конце XX века удалось установить правильное чтение имени царя Миры — Таркаснава.

### Древнеперсидский, вавилонский, эламский
Бехистунская надпись является примером трёхъязычного документа на трёх неизвестных языках. Однако у двух языков были родственники; древнеперсидский — это индоиранский язык, который, кроме того, имеет потомка в лице современного персидского, а вавилонский — семитский язык, с которым по-прежнему связаны иврит, арамейский и арабский. Эламский был и остаётся проблемным случаем, потому что этот язык является изолированным и может быть понят только с трудом и частично. Здесь также царство Ахеменидов использовало несколько официальных языков.

### Шумерский
Хотя на шумерском языке не говорят около 4000 лет, язык достаточно хорошо известен, потому что он оставался в течение двух тысяч лет языком религии, образования и делопроизводства среди носителей аккадского языка (по отношению к которому вавилонский является диалектом). Было найдено так много таблиц с переводами и другими учебными материалами, что это сделало шумерский язык доступным, когда аккадский язык стал более понятным. Есть, например, надписи на двух языках от Хаммурапи и Самсу-Илуны.

### Арамейский
Двуязычная надпись с проклятиями, IX века до нашей эры, была найдена в Телль-Фехерии. Языки — аккадский и ранняя форма арамейского.

### Сирийский
С 781 года существует двуязычный текст на сирийском и китайском языках; он обнаружен в XVII веке на Несторианской стеле. С того времени существует также ряд двуязычных текстов Библии на сирийском и согдийском языках.

### Древнетюркский
Со времен монгольского владычества существует ряд двуязычных документов на древнетюркском и китайском языках.

### Финикийский
Двуязычная финикийская — греческая надпись около 325 г. до н. была обнаружена в 1982 году при сносе старого дома на острове Кос.

### Парфянский
В 1984 году в Селевкии на Тигре была случайно обнаружена статуя синкретического божества Геракла-Веретрагны, с двуязычной парфянско-греческой надписью, датируемой 150/151 годом нашей эры и упоминающей царя Парфии Вологеза IV.

### Ликийский

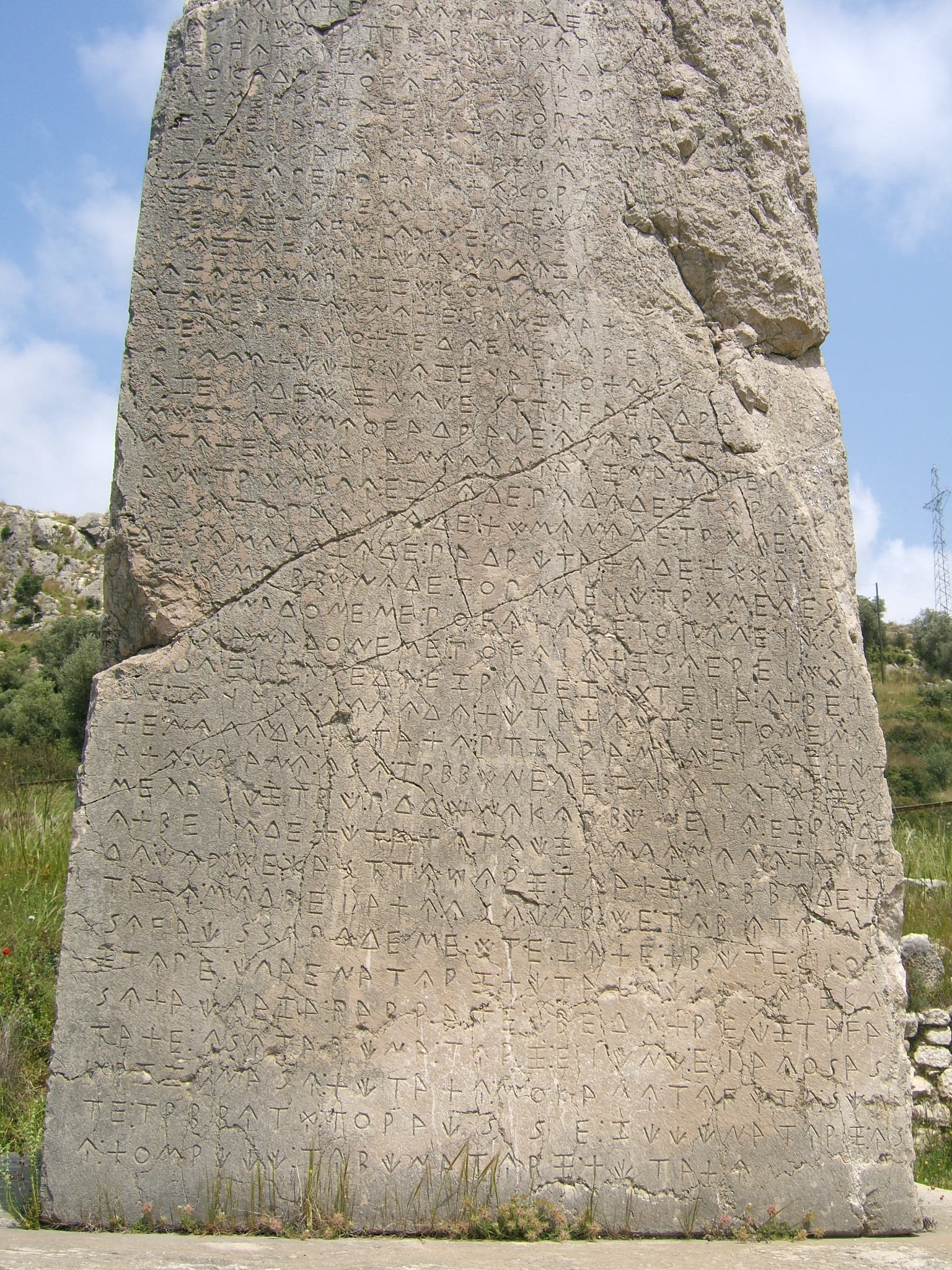
Обелиск Ксантос

Обелиск Ксанфа известен своими надписями на греческом языке и двумя видами ликийского. Наиболее важной надписью на ликийском языке является трёхъязычный (ликийский — греческий — арамейский) фрагмент, который был найден в 1973 году в святилище Лето, также в Ксанфе. Он называет Карика сатрапом Пиксодаруса (341—334 гг. до н. э.).

### Лидийский
В 1912 году обнаружил и в 1916 году опубликовал Энно Литтманн двуязычный текст лидийский — арамейский в Сардисе. Есть также две очень короткие лидийско-греческие надписи, которые полностью состоят из собственных имён.

### Этрусский
Ряд довольно коротких двуязычных текстов известен и с участием этрусского. Скрижали из Пирги являются двуязычными этрусско-пуническими, а пунический является развитием финикийского. К сожалению, этрусский язык не связан ни с одним хорошо известным языком, и поэтому представления о нём довольно скудны.

### Этеокипрский
В 1913 году в акрополе Аматус на Кипре была обнаружена двуязычная этеокипрская — греческая надпись. Этеокипрская часть написана слоговым письмом острова, и это было известно, потому что этим же письмом иногда писали по-гречески. Но сам этеокипрский язык до сих пор остаётся загадкой.

### Карийский
Карийский язык известен в виде нескольких коротких карийско-египетских текстов из Саиса и карийско-греческих текстов из Кавна.

### Нумидийский / Ливийский
Известен ряд двуязычных нумидско-латинских и нумидско-пунических надписей, а нумидийская письменность частично расшифрована, но язык почти или вовсе отсутствует. Есть три нумидско-пунические надписи. Две из них из Дугги и датируются временем нумидийских царей. Одна 139 года до н. э., составлена при царе Миципсе, преемнике Массиниссы.

### Пунический
Известен ряд пунических — латинских и пунических — греческих двуязычных текстов. Многие пуническо-латинские надписи происходят с кладбища Бир эд-Дредер.

### Классический майянский
Абецедарий Диего де Ланды известен как ключ к классическому языку майя. Сейчас это мёртвый язык, но у него есть потомки, на которых всё ещё говорят.